# Libiš
Libiš är en ort i Tjeckien.   Den ligger i regionen Mellersta Böhmen, i den centrala delen av landet, 21 km norr om huvudstaden Prag. Libiš ligger 165 meter över havet och antalet invånare är 1 807.
Terrängen runt Libiš är platt.Runt Libiš är det ganska tätbefolkat, med 185 invånare per kvadratkilometer. Närmaste större samhälle är Neratovice, 2,0 km sydost om Libiš. Runt Libiš är det i huvudsak tätbebyggt.